# Panjeh-ye Soflá
Panjeh-ye Soflá (persiska: پَنجِۀ سُفلَى, پنجه سفلى) är en ort i Iran.   Den ligger i provinsen Kurdistan, i den nordvästra delen av landet, 400 km väster om huvudstaden Teheran. Panjeh-ye Soflá ligger 1 734 meter över havet och antalet invånare är 194.
Terrängen runt Panjeh-ye Soflá är kuperad åt nordost, men åt sydväst är den platt.Runt Panjeh-ye Soflá är det ganska glesbefolkat, med 26 invånare per kvadratkilometer. Närmaste större samhälle är Khvosh Maqām, 14,0 km nordväst om Panjeh-ye Soflá. Trakten runt Panjeh-ye Soflá består i huvudsak av gräsmarker.